# Aerangis cryptodon
Aerangis cryptodon é uma espécie de orquídea monopodial epífita, família Orchidaceae, que habita Madagascar.